# Кіріха-Мару
Кіріха-Мару — транспортне судно, яке під час Другої світової війни взяло участь у операціях японських збройних сил на Соломонових островах.

## Передвоєнна історія
Судно спорудили в 1919 році як SS War Breeze на верфі Irvine's Shipbuilding & Drydock у Сандерденді для The Shipping Controller. У зв'язку із завершенням Першої світової війни його того ж року продали компанії Times Shipping, яка використовувала його під назвою SS Withington до 1927. Далі нетривалий час судно належало Barry Shipping.
У 1928-му новим власником стала японська компанія Tatsuuma Kisen, яка перейменувала судно в Кіріха-Мару.
9 жовтня 1941-го судно реквізували для потреб Імперської армії Японії.

## Рейс до Рабаулу
На початку березня 1943-го Кіріха-Мару перебувало в Рабаулі — головній передовій базі в архіпелазі Бісмарка, з якої провадились операції на Соломонових островах та сході Нової Гвінеї. 2 березня воно вийшло звідси з конвоєм F-2 та попрямувало на Палау (важливий транспортний хаб у західній частині Каролінських островів).
Опівдні 6 березня за три сотні кілометрів на північний захід від острова Манус (острови Адміралтейства) конвой атакував підводний човен Triton, який поцілив Кіріха-Мару. Судно затонуло, при цьому загинуло 4 члени екіпажу.